# 대한민국 형법 제250조
대한민국 형법 제250조는 생명과 신체에 대한 죄 중 살인의 죄의 하나인 보통살인죄과 존속살해죄에 대한 형법각칙의 조문이다.

## 조문
제250조(살인, 존속살해) ① 사람을 살해한 자는 사형, 무기 또는 5년 이상의 징역에 처한다.
②자기 또는 배우자의 직계존속을 살해한 자는 사형, 무기 또는 7년 이상의 징역에 처한다. <개정 1995.12.29>

제250조(살인, 존속살해) ①사람을 살해한 자는 사형, 무기 또는 5년 이상의 징역에 처한다.
 ②자기 또는 배우자의 직계존속을 살해한 자는 사형, 무기 또는 7년 이상의 징역에 처한다. <개정 1995. 12. 29.>

## 비교 조문
第百九十九条（殺人) 人を殺した者は、死刑又は無期若しくは五年以上の懲役に処する。

제199조 (살인) 사람을 살해한 자는 사형, 무기 또는 5년 이상의 징역에 처한다. [헤이세이7년(1995년) 법91·헤이세이16년(2004년) 법156 본조 개정]
第二百条　削除

제200조 [존속살인] 삭제 [헤이세이7년(1995년) 법91]— 일본 형법

## 해설
제1항은 기본적 구성요건인 보통살인죄, 제2항은 신분으로 인한 책임 가중으로 인한 가중적 구성요건인 존속살해죄를 규정한다. 미수범을 처벌하며 유기징역에 처할 때에는 10년 이하의 자격정지를 병과할 수 있다. 살해의 목적을 달성할 때까지의 행위는 살인예비 내지 미수죄와 동 기수죄의 경합죄가 아닌 모두 실행행위의 일부로서 이를 포괄적으로 보고 단순한 한 개의 살인기수죄로 처단한다.
피해자가 자살 도중이라도 이에 가공하여 살해의 목적을 달한 경우에는 살인죄가 된다.

## 판례

### 직계존속의 의미
- 형법 제250조 2항의 직계존속이란 법률상의 개념으로서 사실상 혈족관계가 있는 부모관계일지라도 법적으로 인지절차를 완료하지 아니한 한 직계존속이라 볼 수 없고, 아무 특별한 관계가 없는 타인 사이라도 일단 합법한 절차에 의하여 입양관계가 성립한 뒤에는 직계존속이라 할 것이다[5]

## 특별형법
특정강력범죄의 처벌에 관한 특례법은 본 죄와 본 죄의 미수범을 특정강력범죄(제2조 제1항 제1호)로 분류하여 누범에 대한 장기 및 단기의 가중(제3조), 집행유예의 제한(제5조), 집중심리(제10조), 신속한 판결선고(제13조)등을 규정하고 있다.
특정범죄가중처벌 등에 관한 법률은 형사사건의 수사 또는 재판과 관련하여 보복 등의 목적으로 살인죄를 범한 자를 가중처벌하고 있다.
제5조의9(보복범죄의 가중처벌 등) (1) 자기 또는 타인의 형사사건의 수사 또는 재판과 관련하여 고소·고발 등 수사단서의 제공, 진술, 증언 또는 자료제출에 대한 보복의 목적으로 「형법」 제250조제1항의 죄를 범한 사람은 사형, 무기 또는 10년 이상의 징역에 처한다. 고소·고발 등 수사단서의 제공, 진술, 증언 또는 자료제출을 하지 못하게 하거나 고소·고발을 취소하게 하거나 거짓으로 진술·증언·자료제출을 하게 할 목적인 경우에도 또한 같다.

## 판례 및 사례
- 甲이 길이 99cm，두께 8cm나 되는 각목으로 乙의 머리를 세 번 가량 강타하고 乙이 비틀거리며 쓰러졌음에도 계속하여 더 세게 머리를 두 번 때려 乙이 두개골 골절로 인한 뇌출혈 등으로 사망한 경우, 甲에게 살인의 범의가 있었다고 보기에 충분하다.[7]
- 인체의 급소를 잘 알고 있는 무술교관 출신 甲이 무술의 방법으로 乙의 울대(성대)를 가격하여 乙이 사망하였다면, 甲의 행위에 살인의 범의가 있다고 할 것이다.[8]
- 甲이 가로 15㎝, 세로 16㎝, 길이 153㎝, 무게 7㎏의 각이 진목재로 길바닥에 누워있던 乙의 머리를 때려, 乙이 외상성뇌지주막하 출혈로 사망하였다면, 甲에게 살인죄가 성립한다.[9]
- 甲이 乙을 살해하기 위하여 여러 사람들을 고용하면서 그들에게 대가의 지급을 약속하였다면, 甲에게 살인예비죄가 성립한다.[10]

### 보통살인죄
- 살인죄에 있어서의 고의는 반드시 살해의 목적이나 계획적인 살해의 의도가 있어야 하는 것은 아니고 자기의 행위로 인하여 타인의 사망의 결과를 발생시킬 만한 기능 또는 위험이 있음을 인식하거나 예견하면 족한 것이고 그 인식 또는 예견은 확정적인 것은 물론 불확정적인 것이더라도 소위 미필적 고의로서 살인의 범의가 인정된다[11]
- 피고인이 범행 당시 살인의 범의는 없었고 단지 상해 또는 폭행의 범의만 있었을 뿐이가고 다투는 경우에 피고인에게 범행 당시 살인의 범의가 있었는지 여부는 피고인이 범행에 이르게 된 경우, 범행의 동기, 준비된 흉기의 유무, 종류, 용법, 공격의 부위와 반복성, 사망의 결과발생가능성 정도 등 범행 전후의 객관적인 사정을 종합하여 판단한다[12].
- 피고인이 교통사고를 가장하여 피해자들을 살해하고 보험금을 수령하여 자신의 경제적 곤란을 해결하고 신변을 정리하는 한편, 그 범행을 은폐할 목적으로 피해자들을 승용차에 태운 후에 고의로 승용차를 저수지에 추락시켜 피해자들을 사망하게 한 것으로서 살인의 범의가 인정된다[13].

#### 부작위에 의한 살인
- 세월호 침몰 사고에서 선장과 기관장, 1, 2등 항해사는 형법 제250조 1항의 보통살인죄로 기소되었다[14].
- 피고인이 조카인 피해자(10세)를 살해할 것을 마음먹고 저수지로 데리고 가서 미끄러지기 쉬운 제방 쪽으로 유인하여 함께 걷다가 피해자가 물에 빠지자 그를 구호하지 아니하여 피해자를 익사하게 한 경우는 판례는 피고인의 행위를 부작위에 의한 살인으로 판단하였다[15]
- 의사인 피고인들이 그 지시를 받는 인턴에게 피해자를 집으로 후송하고 호흡보조장치를 제거할 것을 지시하는 등의 적극적 행위를 통하여 피해자 처의 부작위에 의한 살인행위를 도운 이상 이는 작위에 의한 방조범으로 봄이 상당하다[16].

### 존속살해죄
- 제분에 이기지 못하여 식도를 휘두르는 피고인을 말리거나 그 식도를 뺏으려고 한 그 밖의 피해자들을 닥치는 대로 찌르는 무차별 횡포를 부리던 중에 그의 부(父)까지 찌르게 된 결과를 빚은 경우 피고인이 칼에 찔려 쓰러진 부를 부축해 데리고 나가지 못하도록 한 일이 있다고 하여 그의 부를 살해할 의사로 식도로 찔러 살해하였다는 사실을 인정하기는 어렵다고 봄이 상당하다[17].
- 피해자가 그의 남편과 공동으로 입양할 의사로 피고인을 친생자로 출생신고를 하고 양육하여 오다가 남편이 사망한 후에도 계속하여 피고인을 양육하여 온 사실을 알 수 있는바, 그렇다면 피고인을 친생자로 한 출생신고는 피해자와 피고인 사이에서도 입양신고로서의 효력이 있으므로 피고인은 피해자의 양자라고 할 것이고, 피고인이 피해자를 살해한 경우 존속살해죄가 성립한다[18]
- 피살자(여)가 그의 문전에 버려진 영아인 피고인을 주어다 기르고 그 부와의 친생자인것처럼 출생신고를 하였으나 입양요건을 갖추지 아니하였다면 피고인과의 사이에 모자관계가 성립될 리 없으므로, 피고인이 동녀를 살해하였다고 하여도 존속살인죄로 처벌할 수 없다[19]

### 인과관계
- 살인의 실행행위가 피해자의 사망이라는 결과를 발생하게 한 유일한 원인이거나 직접적인 원인이어야만 되는 것은 아니므로, 살인의 실행행위와 피해자의 사망과의 사이에 다른 사실이 개재되어 그 사실이 치사의 직접적인 원인이 되었다고 하더라도 그와 같은 사실이 통상 예견할 수 있는 것에 지나지 않는다면 살인의 실행행위와 피해자의 사망과의 사이에 인과관계가 있는 것으로 보아야 한다[20]

### 실행의 착수시기
- 피고인이 격분하여 피해자를 살해할 것을 마음먹고 밖으로 나가 낫을 들고 피해자에게 다가서려고 하였으나 제3자 이를 제지하여 그틈을 타서 피해자가 도망함으로써 살인의 목적을 이루지 못한 경우, 피고인이 낫을 들고 피해자에게 접근함으로써 살인의 실행행위에 착수하였다고 할 것이므로 이는 살인미수에 해당한다[21].
- 피고인이 그 소속 중대장을 살해 보복할 목적으로 수류탄의 안전핀을 빼고 그 사무실로 들어갔다고 하면 이는 상관살인미수죄에 해당한다[22].

## 형법 제250조 제2항 위헌소원
형법 제250조 제2항 위헌소원은 대한민국 헌법재판소 판례이다.

## 위법성 조각사유

### 정당행위
전시에 적을 살해하는 것이나 사형수를 사형시키는 것은 정당행위로 살인죄를 구성하지 않는다.

### 승낙
피해자의 승낙은 살인죄의 위법성을 조각하지 않고 승낙살인죄가 성립하게 된다.

## 참고 문헌
- 김재윤, 손동권, 『새로운 형법각론』, 율곡출판사, 2013. ISBN 9788997428342
- 조현욱, 형법각론강의(I), 진원사, 2008.
- 김준성, 형법상 존속살해죄에 있어서 효(孝)사상의 적용문제, 연세대학교 법학연구원, 2011.

## 같이 보기
- 살인죄
- 부작위
- 손괴죄 법조경합 중 흡수관계의 죄
- 사체유기죄 실체적 경합관계의 죄
- 존속살해죄
- 사형제도 사건